# Jean-Pierre Abrial
Pour les articles homonymes, voir Abrial.
Jean-Pierre Léon Abrial, né le 28 décembre 1836 à Graulhet et mort le 4 février 1894 à Montech, est un homme politique français. Monarchiste, il est élu à trois reprises député du Tarn.

## Biographie
Né le 28 décembre 1836 à Graulhet (Tarn), Jean-Pierre Abrial est issu d'une famille de magistrats tarnais. Son arrière grand-père, Barthélemy Abrial, était magistrat à Lavaur vers 1800, tandis que son arrière grand-oncle, le comte André-Joseph Abrial, était un homme politique. Il est lui-même avocat.
Il est élu député du Tarn par 9181 voix (sur 16 830 votants), en tant que conservateur monarchiste, le 23 mars 1884. Il remplace alors le républicain Frédéric Thomas, décédé la même année. Il ne siège alors que quelques mois avant les élections, et vote toujours à droite. Lors des élections du 4 octobre 1885, il n'est pas réélu avec 46 353 voix (sur 94 149 votants). 
Il se représente de nouveau le 22 septembre 1889 et bat Jean Jaurès par 9619 voix contre 8776. Il se fait élire sur la base du programme suivant.

« Je demanderai que l'on abroge la disposition du 30 octobre 1886 qui impose l'obligation de laïciser à bref délai les écoles primaires communales, je réclamerai la diminution des impôts qui écrasent l'agriculture, je repousserai tout traité de commerce qui sacrifierait l'industrie nationale à la concurrence étrangère et serai favorable à toutes les mesures de nature à améliorer la situation des ouvriers. Ennemi de toute politique qui jetterait la France dans de nouvelles aventures coloniales, mon concours est acquis à une politique respectueuse des croyances religieuses de tous. Désireux de rendre au suffrage universel le rôle prépondérant qui doit lui appartenir, je réclamerai la révision de la Constitution »

Il ne prend jamais la parole devant l'Assemblée, mais fait partie de différentes commissions. Il est élu pour un troisième mandat le 3 septembre 1893, au deuxième tour par 8.672 voix contre 7.285 pour le socialiste Caraguel. Néanmoins, il tombe gravement malade, et meurt quelques mois après, le 4 février 1894 à Montech (Tarn-et-Garonne). Il est inhumé à Graulhet, et reçoit un éloge funèbre devant l'Assemblée, réalisée par Charles Dupuy, le président. Il est remplacé par André Reille.

## Sources
- « Jean-Pierre Abrial », dans Adolphe Robert et Gaston Cougny, Dictionnaire des parlementaires français, Edgar Bourloton, 1889-1891 [détail de l’édition]
- « Jean-Pierre Abrial », dans le Dictionnaire des parlementaires français (1889-1940), sous la direction de Jean Jolly, PUF, 1960 [détail de l’édition]